# Algis Uždavinys
Algis Uždavinys (26 avril 1962-25 juillet 2010) est un philosophe et universitaire lituanien. Ses travaux ont ouvert la voie à l'étude herméneutique comparative des religions égyptiennes et grecques, en particulier de leurs relations ésotériques avec les religions sémitiques et, en particulier, de l'aspect intérieur de l'islam (soufisme). Ses livres ont été publiés en lituanien, en russe, en anglais, en français et en espagnol. Il a notamment traduit Plotin, Frithjof Schuon et Ananda Coomaraswamy en russe et en lituanien.

## Biographie
Élevé à Druskininkai, sur la rivière Niemen, dans le sud de la Lituanie, Uždavinys s'est rendu à Vilnius pour étudier à l'ancien Institut d'art de l'État lituanien, aujourd'hui l'Académie des beaux-arts de Vilnius.
Après avoir obtenu son diplôme, il est entré en contact avec les écrits et les auteurs de l'école du pérennialisme, ce qui a influencé son exégèse comparative, en particulier ses études du soufisme, de la religion de l'Égypte antique et son affirmation de la continuité substantielle de la tradition philosophique grecque de Pythagore aux derniers auteurs du néoplatonisme. Sur ce dernier point, il était en dette avec Pierre Hadot.
Il est membre du conseil éditorial de la revue Acta Orientalia Vilnensia et directeur du Département des Humanités de l'Académie des beaux-arts de Vilnius (faculté de Kaunas) ; en tant que critique d'art, philosophe et intellectuel, il est une figure importante de la vie culturelle lituanienne. En 2008, il est chercheur à l'Université de Trobe (Australie).
Il est membre de la Société Internationale d'Études Néoplatoniciennes<ref[>http://www.isns.us/ Site web]. Voir aussi l'article nécrologique de J. Finamore International Journal of the Platonic Tradition, vol. 5, no. 1, 2011 , p. 4–5(2).</ref>, de l'Association d'Artistes Lituaniens et collaborateur habituel de revues telles que Sacred Web et Sophia.

### Décès
Uždavinys est mort dans son sommeil d'un infarctus du myocarde le 25 juillet 2010 dans son village natal de Kabeliai.

## Publications
- The Golden Chain: An Anthology of Platonic and Pythagorean Philosophy (World Wisdom, 2004),  (ISBN 978-0-941532-61-7). Introducción.
- Philosophy as a Rite of Rebirth: From Ancient Egypt to Neoplatonism (The Matheson Trust y Prometheus Trust, 2008),  (ISBN 978-1-898910-35-0). Extrait gratuit.
- The Heart of Plotinus: The Essential Enneads (World Wisdom, 2009),  (ISBN 978-1-935493-03-7).
- Philosophy and Theurgy in Late Antiquity (Sophia Perennis, 2010),  (ISBN 978-1-59731-086-4).
- Ascent to Heaven in Islamic and Jewish Mysticism (The Matheson Trust, 2011),  (ISBN 978-1-908092-02-1). Extracto en PDF
- Orpheus and the Roots of Platonism (The Matheson Trust, 2011),  (ISBN 978-1-908092-07-6). Extracto en PDF